# Reiterbach
Reiterbach är ett vattendrag i Österrike.   Det ligger i förbundslandet Steiermark, i den centrala delen av landet, 180 km sydväst om huvudstaden Wien.
I omgivningarna runt Reiterbach växer i huvudsak blandskog. Runt Reiterbach är det ganska glesbefolkat, med 42 invånare per kvadratkilometer.